# Retroa centrolobii
Retroa centrolobii är en svampart som först beskrevs av Syd. & P. Syd., och fick sitt nu gällande namn av P.F. Cannon 1991. Retroa centrolobii ingår i släktet Retroa och familjen Phyllachoraceae.   Inga underarter finns listade i Catalogue of Life.